# Stanisław Kryski (zm. 1688)
Stanisław Kryski herbu Prawdzic (zm. 1688) – kasztelan raciąski (1667-1688)
Syn Stanisława Kryskiego (zm. po 1666), kasztelana raciąskiego i Konstancji Orzelskiej. Kasztelanem raciąskim został po swym ojcu. Podpisał elekcje z województwa płockiego.